# Liste der Kulturgüter in Hitzkirch
Die Liste der Kulturgüter in Hitzkirch enthält alle Objekte in der Gemeinde Hitzkirch im Kanton Luzern, die gemäss der Haager Konvention zum Schutz von Kulturgut bei bewaffneten Konflikten, dem Bundesgesetz vom 20. Juni 2014 über den Schutz der Kulturgüter bei bewaffneten Konflikten sowie der Verordnung vom 29. Oktober 2014 über den Schutz der Kulturgüter bei bewaffneten Konflikten unter Schutz stehen.
Objekte der Kategorien A und B sind vollständig in der Liste enthalten, Objekte der Kategorie C fehlen zurzeit (Stand: 1. Januar 2023). Unter übrige Baudenkmäler sind zusätzliche Objekte zu finden, die im kantonalen Denkmalverzeichnis verzeichnet und nicht bereits in der Liste der Kulturgüter enthalten sind.

## Kulturgüter
| Foto | | Objekt | Kat. | Typ | Standort                                  | Beschreibung |
| ---- | --- | --- | ---- | --- | ----------------------------------------- | --- |
| ja   | Datei hochladen · Wikidata zu Schloss Heidegg mit Wohnhaus und Kapelle (Q1534495)                                                    | Schloss Heidegg mit Wohnhaus und Kapelle KGS-Nr.: 03671                                                                              | A    | G   | Gelfingen, Heidegg 1, 2.2 663202 / 229863 | |
| BW   | Datei hochladen · Wikidata zu Seematt, neolithische Seeufersiedlung (Q29522122)                                                      | Seematte, neolithische Seeufersiedlung KGS-Nr.: 03689                                                                                | A    | F   | Richensee 661780 / 229800                 | Teil des UNESCO-Welterbes «Prähistorische Pfahlbauten um die Alpen»                                                                  |
| ja   | Datei hochladen · Wikidata zu Turm Richensee (Q29522103)                                                                             | Turm Richensee, mittelalterliche Wohn- und Wehrturm KGS-Nr.: 03690                                                                   | A    | F/G | Richensee 661600 / 230232                 | |
| ja   | Datei hochladen · Wikidata zu Ehemalige Deutschordenskommende (Q29522097)                                                            | Ehemalige Deutschordenskommende KGS-Nr.: 03691                                                                                       | A    | G   | Kommendeweg 3 662603 / 230773             | |
| ja   | Datei hochladen | Baldeggersee, neolithisch-bronzezeitliche Pfahlbausiedlungen KGS-Nr.: 16547                                                          | A    | F   | Baldeggersee 662415 / 227690              | Objekt liegt auf dem Gemeindegebiet von Hitzkirch, Hohenrain (KGS-Nr. 16548), Hochdorf (KGS-Nr. 9587) und Römerswil (KGS-Nr. 16550). |
| ja   | Datei hochladen · Wikidata zu Katholische Kirche St. Pankratius (Q29785576)                                                          | Katholische Kirche St. Pankratius KGS-Nr.: 03692                                                                                     | B    | G   | Seminarstrasse 5 662520 / 230786          | |
| ja   | Datei hochladen · Wikidata zu Sammlung des Schloss Heidegg (Q27481455)                                                               | Sammlung des Schlosses Heidegg KGS-Nr.: 08576                                                                                        | B    | S   | Gelfingen, Heidegg 1 663202 / 229863      | |
| ja   | Datei hochladen · Wikidata zu Südlicher Hallwilersee, hallstattzeitliches Siedlungsgebiet in Hitzkirch (Q110729010)                  | Südlicher Hallwilersee, hallstattzeitliches Siedlungsgebiet KGS-Nr.: 16563                                                           | B    | F   | Hallwilersee 659503 / 233503              | Objekt liegt auf dem Gemeindegebiet von Hitzkirch, Aesch (KGS-Nr. 16549) und Beromünster (KGS-Nr. 16561).                            |
| BW   | Datei hochladen · Wikidata zu Römischer Gutshof, Pfarrkirche (Q120097927)                                                            | Pfarrkirche Maria Himmelfahrt, römischer Gutshof KGS-Nr.: 17143                                                                      | B    | F   | Müswangen, Dorfplatz 664389 / 232276      | |
| BW   | Datei hochladen · Wikidata zu Römischer Gutshof / frühmittelalterliche Gräber / mittelalterliche Kirchenvorgängerbauten (Q120097987) | Pfarrkirche St. Pankratius, römischer Gutshof / frühmittelalterliche Gräber / mittelalterliche Kirchenvorgängerbauten KGS-Nr.: 17144 | B    | F   | Seminarstrasse 662534 / 230793            | |
| BW   | Datei hochladen · Wikidata zu Römischer Gutshof, Hofmatt (Q120098043)                                                                | Hofmatt, römischer Gutshof KGS-Nr.: 17145                                                                                            | B    | F   | Müswangen, Hofmattweg 664393 / 232197     | |
| BW   | Datei hochladen · Wikidata zu Frühmittelalterliche Gräber, Moosberg (Q120098105)                                                     | Moosberg, frühmittelalterliche Gräber KGS-Nr.: 17146                                                                                 | B    | F   | Gelfingen, Moosberg 663118 / 229255       | |

## Übrige Baudenkmäler
| ID  | Foto |                                                                              | Objekt                                               | Typ | Standort                                     | Beschreibung |
| --- | ---- | ---------------------------------------------------------------------------- | ---------------------------------------------------- | --- | -------------------------------------------- | ------------ |
| 13  | BW   | Datei hochladen                                                              | Pfarrkirche Mariä Himmelfahrt und Vierzehn Nothelfer | G   | Müswangen, Dorfplatz 4.1 664392 / 232276     |              |
| 23  | BW   | Datei hochladen                                                              | Altes Schulhaus                                      | G   | Altwis, Schulhausstrasse 3.2 661601 / 232269 |              |
| 38  | BW   | Datei hochladen                                                              | Schul- und ehemaliges Gemeindehaus                   | G   | Gelfingen, Wassergasse 7 662760 / 229480     |              |
| 50  | ja   | Datei hochladen · Wikidata zu Ehemalige Taverne Zum Weissen Kreuz (Q2397558) | Ehemalige Taverne Zum Weissen Kreuz                  | G   | Seminarstrasse 21 662800 / 230546            |              |
| 80  | ja   | Datei hochladen                                                              | Elisabethenkapelle (ehem. Friedhofkapelle)           | G   | Seminarstrasse 5.1 662542 / 230761           |              |
| 206 | ja   | Datei hochladen                                                              | Kapelle St. Laurentius                               | G   | Richensee 6a.1 661553 / 230354               |              |
| 208 | ja   | Datei hochladen                                                              | Theilerhaus                                          | G   | Richensee 6a, 6b 661555 / 230373             |              |
| 217 | ja   | Datei hochladen                                                              | Alte Schmitte                                        | G   | Richensee 11 661580 / 230276                 |              |
| 253 | BW   | Datei hochladen                                                              | Mosttrotte                                           | G   | Bahnhofstrasse 40.5 661587 / 230572          |              |

Legende: Siehe Legende der Liste der Kulturgüter von nationaler und regionaler Bedeutung. Anstelle der KGS-Nummer wird als Objekt-Identifikator (ID) die Gebäudenummer im kantonalen Denkmalverzeichnis verwendet.